# Лејла Алијева
Лејла Алијева (азер. Leyla Əliyeva, 3. јул 1986) азерска је водитељка, која је 22, 24. и 26. маја заједно са Елдаром Гасимов и Наргизом Берк-Петерсеном водила Песму Евровизије 2012. године.

## Биографија
Лејла Алијева је рођена у 1986. године у Бакуу. У детињству је исказала велико интересовање за музику и књижевност. Након основног и средњег образовања, дипломирала је на Музичкој академији у Бакуу са дипломом из хорског дириговања, а има и диплому магистра у музици. Године 2004, док је била на првој години основних студија, ТВ Иџтимаи ангажовала ју је да ради на Одељењу за музику, уметност и забаву. Године 2007, почела је да преноси евровизијске вести, те убрзо постала члан Организационог евровизијског одбора ТВ Иџтимаи. Заједно са Хуснијом Махарамовом била је домаћин националног избора Азербејџана за Песму Евровизије.
Удата је за свог колегу са телевизије Иџтимаија, који је запослен као редитељ, те са њим има ћерку.